# Heinrich Proch

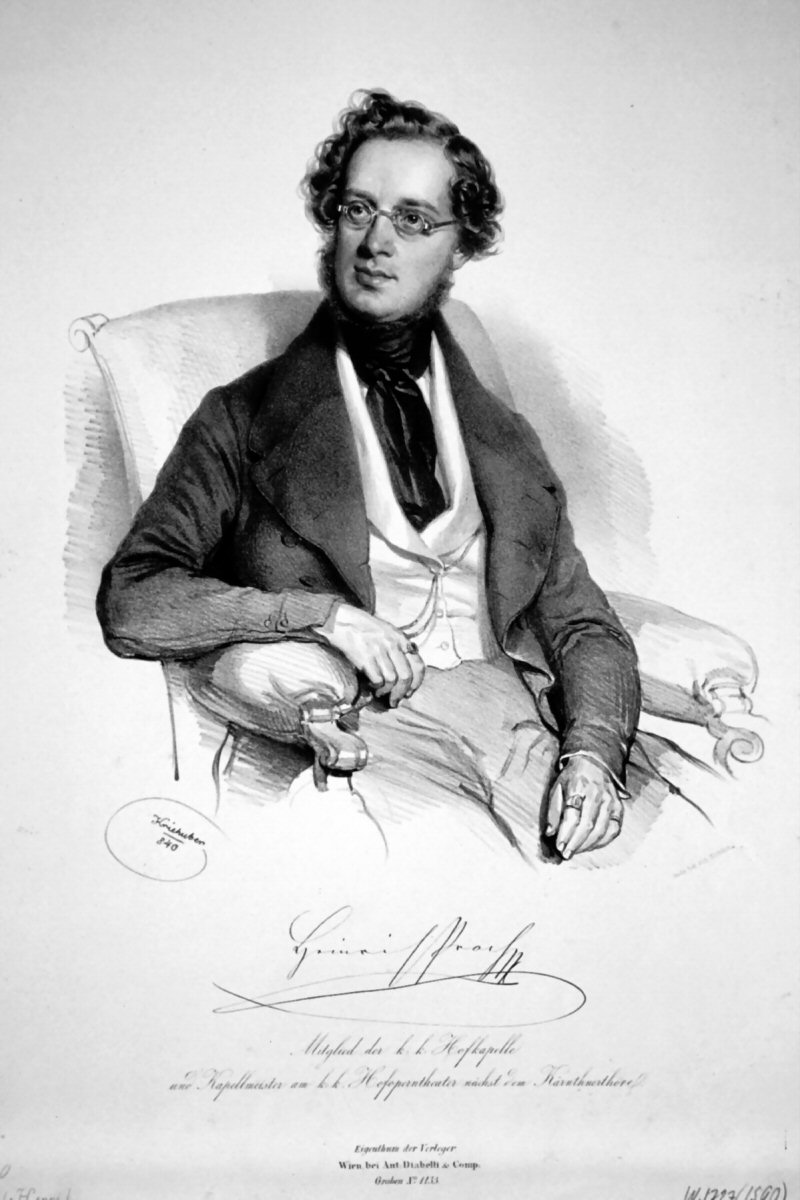
Heinrich Proch.

Heinrich Proch,  född 22 juli 1809 i Wien, död där 18 december 1878, var en österrikisk tonsättare.
Proch blev 1837 kapellmästare vid Josephstädter-teatern och 1840 vid hovoperan i Wien samt pensionerades 1870. Han ansågs för en skicklig operadirigent, komponerade några komiska operor och vann anseende som sånglärare. Bland hans sånger hade i synnerhet Von der Alpe tönt das Horn ("Alphornet") en tid stor spridning, men den har delat de övrigas öde att föråldras, liksom så många andra alster av den sentimentala senromantiken.